# Пауло Енріке Соуза де Олівейра
Пауло Енріке Соуза де Олівейра (порт. Paulo Henrique Souza de Oliveira, нар. 5 січня 1943, Макае) — бразильський футболіст, що грав на позиції лівого захисника. Виступав за клуби «Фламенго», «Ботафогу» та «Аваї», а також національну збірну Бразилії.

## Клубна кар'єра
У дорослому футболі дебютував 1960 року виступами за команду «Фламенго», в якій провів одинадцять сезонів, взявши участь у 15 матчах чемпіонату, будучи капітаном клубу в 60-х роках. Він зіграв за клуб у 437 матчах і забив 14 голів, вигравши 19 титулів, включаючи Ліги Каріока 1963, 1965 і 1972 років та турнір Ріо-Сан-Паулу 1961 року.
1971 року виступав за «Ботафогу», після чого повернувся у «Фламенго», де виграв черговий чемпіонат Каріоки в 1972 році.
Завершив ігрову кар'єру у команді «Аваї», за яку виступав протягом 1972—1973 років, вигравши у другому сезоні Лігу Катаріненсе.

## Виступи за збірну
4 червня 1966 року дебютував в офіційних іграх у складі національної збірної Бразилії у матчі проти збірної Перу. А вже наступного місяця у складі збірної був учасником чемпіонату світу 1966 року в Англії, де зіграв у двох матчах проти Болгарії (2:0) та Угорщини (1:3), а його команда сенсаційно не вийшла з групи.
19 вересня 1967 року в Сантьяго проти Чилі зіграв свій останній матч за збірну. Загалом протягом кар'єри у національній команді, яка тривала 2 роки, провів у її формі 10 матчів та ще три неофіційні гри.

## Титули і досягнення
- Переможець Ліги Каріока (3):

«Фламенго»: 1963, 1965, 1972
- Переможець турніру Ріо-Сан-Паулу (1):

«Фламенго»: 1961
- Переможець Ліги Катаріненсе (1):

«Аваї»: 1973

## Особисте життя
Його син, Пауло Енріке Філью (1964—2017), також був футболістом.